# Gameleira-branca
A gameleira-branca (Ficus gomelleira), também conhecida como cerejeira, figueira-brava, gameleira-de-purga e gameleira-de-cansaço, é uma árvore grande da família das moráceas. Vive em climas tropicais, inclusive no Brasil. 

## Descrição
Apresenta folhas alternas (uma folha por nó), verde-escuras e brilhantes na face superior. Seu receptáculo floral (figo) é amarelo e grande. A madeira é branca, mole, leve e resistente, própria para a fabricação de utensílios domésticos, como gamelas. Quando incisada, a casca exsuda látex branco, doce e espesso.

## Simbolismo religioso
No candomblé jeje, a gameleira-branca é a árvore do vodum Loco.